# Harry F. Bisel
Harry F. Bisel (* 17. Juni 1918 in Manor, Pennsylvania; † 1994) war ein US-amerikanischer Mediziner und Pionier auf dem Gebiet der klinischen Onkologie.

## Leben
Bisel besuchte nach dem Abschluss an der Peabody High School in Pittsburgh die University of Pittsburgh. Dort graduierte er 1942 zum M.D. Im gleichen Jahr trat er der Reserve der United States Navy und diente von 1943 bis 1947. Im Zweiten Weltkrieg war er als Flugchirurg im Pazifikkrieg im Einsatz und erhielt für seine Leistungen drei Service Stars. Bisel blieb bis 1978 offiziell Mitglied der Reserve. Er trat bereits 1947 als Gründungsmitglied der American Association for Cancer Education in Erscheinung und studierte weiter an der University of Pennsylvania und der Harvard Medical School. Darüber hinaus war Bisel einer der ersten Studenten, die das spezielle Ausbildungsprogramm im Hinblick auf Tumorerkrankungen des Memorial Sloan-Kettering Cancer Center durchliefen.
Im Jahre 1963 erhielt Bisel als erster formell ausgebildeter Onkologe eine Anstellung in der Mayo Clinic und war dort bis zu seinem Ruhestand 1983 tätig. Bereits im ersten Jahr rief er die Abteilung für medizinische Onkologie ins Leben und stand dieser bis 1972 vor. 1964 gründete Bisel gemeinsam mit Fred Ansfield, Herman Freckman, Arnoldus Goudsmit, Robert Talley, William Wilson und Jane C. Wright die American Society of Clinical Oncology (ASCO), die die moderne Entwicklung der medizinischen Onkologie entscheidend förderte und vorantrieb und zu deren ersten Präsidenten man ihn ernannte. Als aktives Mitglied wirkte er zudem in der American Cancer Society mit und arbeitete als Berater für das National Cancer Institute. Ferner hielt er als Dozent Vorträge an der Mayo Graduate School of Medicine sowie der Mayo Medical School und gehörte zu den Gründern der American Society of Preventive Oncology.
Für seine vielfältigen Verdienste auf dem Gebiet der klinischen Onkologie verlieh ihm 1971 die University of Pittsburgh School of Medicine den prestigeträchtigen Hench Award. Bisel war ab 1963 mit der Archäologin und Anthropologin Sara C. Bisel verheiratet und lebte mit ihr und den gemeinsamen Kindern Jane, Clark und Harold in Rochester in Minnesota, dem Sitz der Mayo Clinic.